# تاکایوکی ناکامارو
تاکایوکی ناکامارو (ژاپنی: 中丸 貴之؛ زادهٔ ۲۸ مهٔ ۱۹۷۷) یک بازیکن فوتبال اهل ژاپن است.
از باشگاه‌هایی که در آن بازی کرده‌است می‌توان به باشگاه فوتبال یوکوهاما مارینوس اشاره کرد.